# NASCAR Now
NASCAR Now è stato uno show, prodotto dalla ESPN, che tratta argomenti riguardanti il mondo NASCAR. Il suo debutto è avvenuto il 5 febbraio 2007. Viene trasmesso dal lunedì al venerdì alle 6:00 pm ET su ESPN2 e, quando la ESPN ha i diritti per le gare NASCAR da luglio a novembre, viene messo in onda alle 5:00 pm ET.
Precedentemente, SPEED Channel aveva i diritti per produrre un NASCAR TG quotidiano. NASCAR Now ora è trasmesso in HD dagli studi televisivi di Bristol. NASCAR Now ha hanche uno spazio quotidiano su #SportsCenter.
Nascar Now viene anche trasmesso ogni domenica alle 10 am ET prima di ogni gara NASCAR Sprint Cup e dopo alla gara con un post-race sempre su ESPN2.
Il 29 aprile 2008 vi è stata una puntata speciale in onore di Dale Earnhardt.

## Segmenti
NASCAR Now presenta alcuni segmenti attraverso i quali si ha una divisione schematica del programma. Alcuni dei segmenti sono riportati qui sotto.
- Pit Pass: Questo segmento appare principalmente nel notiziario SportsCenter, quando si raccontano le principali storie e indiscrezioni provenienti dal mondo NASCAR.
- Starting Grid: Questo è l'inizio del programma in cui vengono raccontati le principali news della NASCAR.
- Under the Hood: Questo segmento si presenta sempre prima la pubblicità e annuncia ciò che verrà dopo il brwak pubblicitario.
- Over the Wall: Questo segmento appare invece quando D.J Copp spiega i pit-stops durante ogni gara che ESPN trasmette.

## Personalità
Il principale presentatore dello show è Nicole Manske. Ryan Burr è un altro presentatore regolare e anche Allen Bestwick presenta puntate speciali e quasi sempre le puntate che vanno in onda i lunedì. Nel 2008, Marty Smith ebbe la nomina a lead reporter dopo essere stato un "NASCAR Insider" . Altri NASCAR Insiders per il programma sono: Tim Cowlishaw, Angelique Chengelis, Terry Blount e David Newton. Il programma include anche Stacy Compton e Boris Said.
Di seguito viene riportata la lista delle personalità di NASCAR Now.

### Current
Presentatori
- Allen Bestwick: (host, 2007-present)
- Nicole Manske: (host, 2008-present)
- Ryan Burr: (host, 2007-present)

Analisti
- Tim Brewer: (lead analyst, 2007-present)
- Stacy Compton: (lead analyst, 2007-present)
- Brad Daugherty: (lead analyst, 2007-present)
- Boris Said: (analyst, 2007-present)
- Rusty Wallace: (analyst, 2007-present)
- Ray Evernham: (analyst, 2008-present)
- Christopher Harris: (fantasy analyst, 2007-present)

Reporters
- Terry Blount: (reporter, 2007-present)
- Angelique Chengelis: (reporter, 2007-present)
- Tim Cowlishaw: (lead reporter/analyst, 2007-present)
- David Newton: (reporter, 2007-present)
- Marty Smith: (reporter/correspondent, 2007-present)

Corrispondenti
- Mike Massaro: (lead correspondent, 2007-present)
- Shannon Spake: (correspondent, 2007-present)

### Precedenti
- Doug Banks: (host, 2007)
- Erik Kuselias: (host, 2007)
- Chris Fowler: (host, 2007)
- Marty Reid: (host, 2007)